# حامد لك
حامد لك (24 نوفمبر 1990 بأليغودرز في إيران - ) هو لاعب كرة قدم إيراني في مركز حراسة المرمى. شارك مع منتخب إيران تحت 23 سنة لكرة القدم ومنتخب إيران لكرة القدم. أما مع النوادي، فقد لعب مع نادي تراكتور سازي ونادي صبا قم.

## وصلات خارجية
- حامد لك على موقع قاعدة بيانات كرة القدم.إي يو (الإنجليزية)
- حامد لك على موقع ناشيونال فوتبول تيمز (الإنجليزية)
- حامد لك على موقع Soccerway.com (الإنجليزية)
- حامد لك على موقع عالم كرة القدم.نت (الإنجليزية)